# 蔡希陶
蔡希陶（1911年4月10日—1981年3月9日），原名中矩，字侃如，号希陶，以号行，男，中国植物学家，第五届全国政协委员。
蔡希陶于清宣统三年（1911年）4月10日（农历1911年3月12日）生于浙江东阳虎鹿镇蔡宅村乐顺堂。1930年，进入北平静生生物调查所任实习生，后被所长胡先骕派往云南进行热带植物调查。1938年5月，云南农林植物研究所（现昆明植物研究所）在昆明北郊黑龙潭成立，蔡希陶兼任公园经理。1959年，西双版纳热带植物园宣告成立，蔡希陶为第一任园主任。兼任云南省科委副主任、中国科学院昆明分院副院长。
蔡希陶热爱文学。1960年，蔡希陶建议同乡吴晗将剧本《海瑞》改名为《海瑞罢官》。文革中，吴晗因《海瑞罢官》被迫害致死，蔡也被牵连而经历多次批斗和抄家。